# ЦСКА (футбольний клуб, Москва)
ПФК ЦСКА (рос. ПФК ЦСКА) — російський футбольний клуб з міста Москва. Виступає у Російській Прем'єр-Лізі. Утворений у 1911 році. Семиразовий чемпіон СРСР і шестиразовий чемпіон Росії.
Володар Кубка УЄФА 2005. Перший російський клуб, який виграв європейський клубний турнір.

## Колишні назви
- ТЛЛС (1911—1923)
- ДПМВ (1923—1928)
- ЦБЧА (1928—1951)
- ЦБРА (1951—1957)
- ЦСК МО (1957—1960)

## Титули та досягнення
- Чемпіон СРСР (7): 1946, 1947, 1948, 1950, 1951, 1970 і 1991
- Кубок СРСР (5): 1945, 1948, 1951, 1955, 1991
- Чемпіон Росії (6): 2003, 2005, 2006, 2013, 2014, 2016
- Кубок Росії (9): 2002, 2005, 2006, 2008, 2009, 2011, 2013, 2023, 2025
- Суперкубок Росії (8) : 2004, 2006, 2007, 2009, 2013, 2014, 2018, 2025
- Кубок УЄФА: 2005

## Склад команди
Станом на 26 квітня 2025
| №  | Поз. | Нац.                 | Гравець            |
| -- | ---- | -------------------- | ------------------ |
| 3  | ЗХ   | Росія                | Данило Круговой    |
| 4  | ЗХ   | Бразилія             | Вілліан Роша       |
| 5  | ПЗ   | Аргентина            | Родріго Вільягра   |
| 6  | ПЗ   | Росія                | Максим Мухін       |
| 7  | НП   | Бразилія             | Алеррандро         |
| 8  | НП   | Білорусь             | Артем Шуманський   |
| 9  | НП   | Венесуела            | Сауль Гуарірапа    |
| 10 | ПЗ   | Росія                | Іван Обляков       |
| 11 | НП   | Росія                | Тамерлан Мусаєв    |
| 13 | ЗХ   | Бразилія             | Келвен             |
| 14 | ПЗ   | Росія                | Єгор Ушаков        |
| 15 | ПЗ   | Боснія і Герцеговина | Міралем П'янич     |
| 17 | ПЗ   | Росія                | Кирило Глєбов      |
| 19 | ПЗ   | Росія                | Рифат Жемалетдінов |

| №  | Поз. | Нац.       | Гравець                  |
| -- | ---- | ---------- | ------------------------ |
| 20 | НП   | Малі       | Секу Койта               |
| 21 | ПЗ   | Узбекистан | Аббосбек Файзуллаєв      |
| 22 | ЗХ   | Сербія     | Мілан Гаїч               |
| 25 | ПЗ   | Хорватія   | Кристиян Бистрович       |
| 27 | ЗХ   | Бразилія   | Мойзес                   |
| 31 | ПЗ   | Росія      | Матвій Кисляк            |
| 35 | ВР   | Росія      | Ігор Акінфєєв (капітан)  |
| 45 | ВР   | Росія      | Данило Боков             |
| 49 | ВР   | Росія      | Владислав Тороп          |
| 51 | ЗХ   | Росія      | Джамалутдін Абдулкадиров |
| 52 | ПЗ   | Вірменія   | Артем Бандикян           |
| 78 | ЗХ   | Росія      | Ігор Дівєєв              |
| 90 | ЗХ   | Росія      | Матвій Лукін             |